# Lloyd's Register

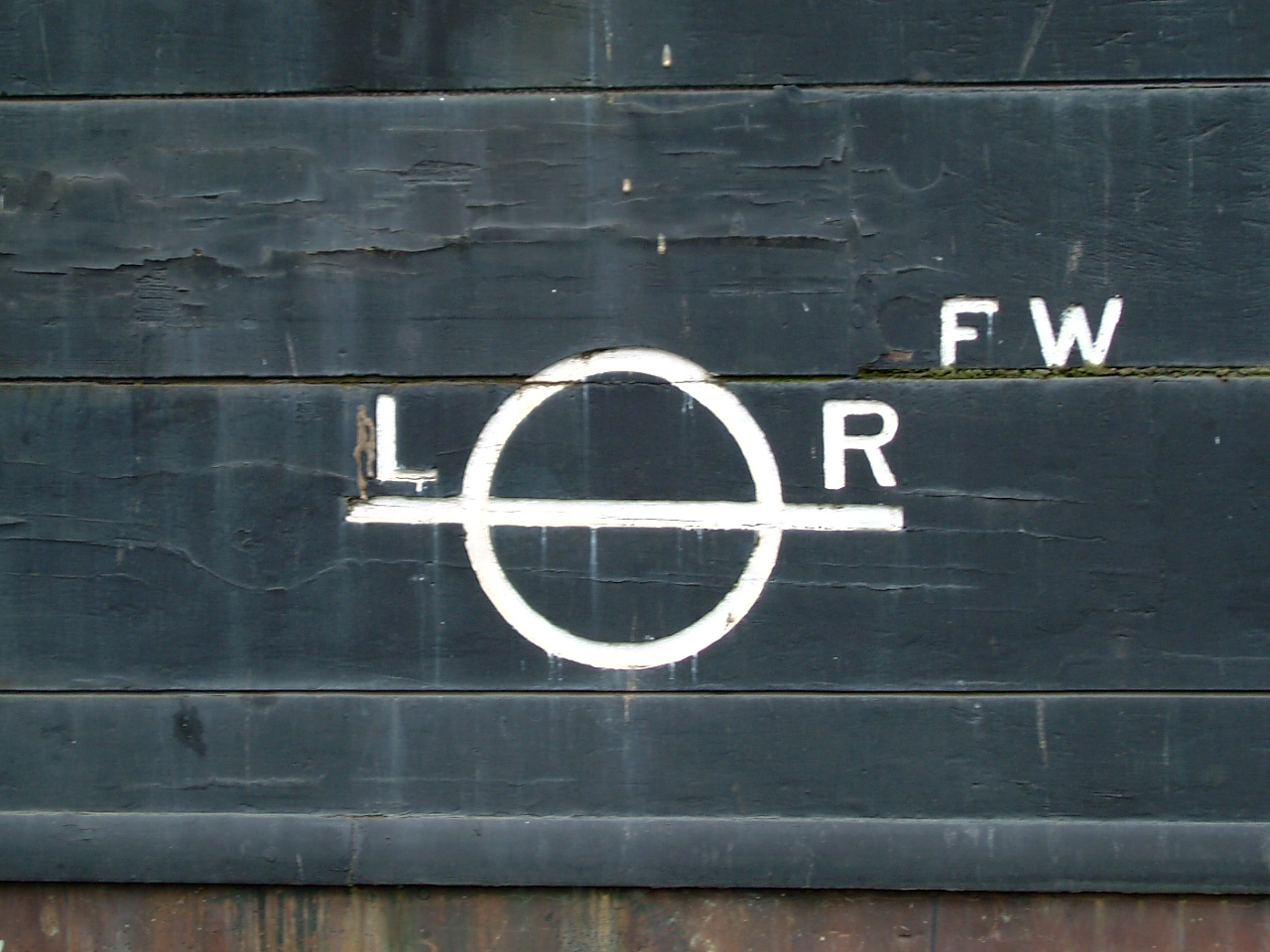
La linea di carico del Lloyd's Register sullo scafo del Cutty Sark

Il Lloyd's Register Group Limited è un'organizzazione di classificazione marittima, nonché di servizi tecnici ed economici di proprietà della Lloyd's Register Foundation, un ente caritativo britannico dedito alla ricerca e all'educazione delle scienze e dell'ingegneria. L'organizzazione risale al 1760. I suoi fini sono di promuovere la sicurezza della vita e della proprietà, nonché l'ambiente, assistendo i clienti nella certificazione della qualità nella costruzione e conduzione di infrastrutture critiche. Il Lloyd's Register è indipendente dai Lloyd's di Londra.

## Storia
L'istituzione prende il nome dalla coffee house londinese Lloyd's Coffee House, in Lombard Street, dove nel Settecento si riunivano commercianti, armatori, assicuratori. Nel caffè questi operatori si scambiavano informazioni attraverso un foglio pubblicato dal proprietario, Edward Lloyd, che conteneva tutte le notizie che aveva sentito. Nel 1760 fu costituita dai clienti del caffè la Register Society, la quale redigeva il Register of Shipping, il primo registro navale conosciuto. Fra il 1800 e il 1833, a causa di divergenze fra armatori e assicuratori, furono pubblicate due distinti registri, uno per categoria, il "Red Book" e il "Green Book". Questo portò ambedue i partiti sull'orlo del fallimento, e nel 1834 fu trovato un accordo, quando le due categorie si unirono per formare il Lloyd's Register of British and Foreign Shipping, con un comitato centrale e fini benefici. Nel 1914 l'organizzazione cambiò nome in Lloyd's Register of Shipping.

## Il registro delle navi
L'associazione pubblicò il primo Register of Ships nel 1764 per fornire agli armatori e agli assicuratori dei dati sulle condizioni delle navi che essi assicuravano e noleggiavano: gli scafi furono valutati con una scala alfabetica (in cui A indicava il massimo), mentre le attrezzature (alberatura, velatura, sartiame ed altro equipaggiamento) erano valutati con una scala numerica (in cui 1 indicava il massimo). Perciò la classificazione "A1" era il massimo.
Il registro, contenente informazioni su tutti i natanti mercantili a motore di almeno 100 tonnellate di stazza, è pubblicato annualmente. I natanti rimangono registrati finché non sono affondati, arenati, permanentemente attraccati o smantellati.

## IlLloyd's Registeroggi
Durante il XX secolo l'organizzazione si è diversificata ed è entrata in altre attività, compresa quella petrolifera, manifatturiera, nucleare e ferroviaria. Attraverso la controllata Lloyd's Register Quality Assurance Ltd (LRQA) è uno dei maggiori fornitori di servizi indipendenti di valutazione, compresa la certificazione di qualità ISO9001, ISO14001 e ISO 45001.
Nel 2012 l'organizzazione si è trasformata da istituzione previdenziale a società per azioni, con il nome di Lloyd's Register Group Limited, avente per unico azionista la Lloyd's Register Foundation, la quale utilizzerà i dividendi per i suoi scopi benefici.
La sede del Lloyd's Register è nella City di Londra, al 71 di Fenchurch Street. L'organizzazione ha altri uffici nel mondo, fra cui quelli di Hong Kong (Asia Office) e Houston (Americas Office).
È membro della International Association of Classification Societies.